# Jacob Josefson
Jacob Josefson (ur. 2 marca 1991 w Sztokholmie) – kanadyjski hokeista, reprezentant Szwecji.

## Kariera
- Djurgården J18 (2005-2007)
- Djurgården J20 (2007-2008)
- Stockholm 1 (2007)
- Djurgårdens IF (2008-2010)
- Albany Devils (2010-2013)
- New Jersey Devils (2010-2017)
- Buffalo Sabres (2017-2018)
- Djurgårdens IF (2018-2022)

Wychowanek klubu IK Göta. W drafcie NHL z 2009 wybrany przez amerykański klub New Jersey Devils (runda 1, numer 20). Od maja 2010 formalnie zawodnik New Jersey Devils. Od tego czasu wielokrotnie przekazywany do klubu farmerskiego, Albany Devils. W lipcu 2013 przedłużył kontrakt z Devils o rok. Od lipca 2017 zawodnik Buffalo Sabres. Pod koniec kwietnia 2018 ponownie przeszedł do Djurgårdens IF. Na początku sierpnia 2022 ogłoszenie zakończenie przez niego kariery zawodniczej.
Uczestniczył w turnieju mistrzostw świata edycji 2015.

## Sukcesy
Reprezentacyjne
- Srebrny medal mistrzostw świata juniorów do lat 20: 2009
- Brązowy medal mistrzostw świata juniorów do lat 20: 2010

Klubowe
- Srebrny medal mistrzostw Szwecji: 2010 z Djurgården
- Mistrzostwo konferencji NHL: 2012 z New Jersey Devils

Indywidualne
- Svenska hockeyligan (2018/2019): Guldhjälmen (Złoty Kask) - nagroda dla najbardziej wartościowego zawodnika sezonu[6]